# Platystele taylorii
Platystele taylorii är en orkidéart som beskrevs av Carlyle August Luer. Platystele taylorii ingår i släktet Platystele och familjen orkidéer. Inga underarter finns listade i Catalogue of Life.